# فكر عالميا واعمل محليا
تم استخدام عبارة «فكر عالميًا، واعمل محليًا» أو «فكر عالمي، واعمل محلي» في سياقات مختلفة، بما في ذلك التخطيط والبيئة والتعليم والرياضيات والأعمال. بالنسبة للعديد من النشطاء البيئيين، تم تغيير العبارة إلى «اعمل عالميًا، اعمل محليًا» بسبب الاهتمام المتزايد بالكوكب بأسره وبالتالي الحاجة إلى النشاط في كل مكان في العالم.

## تعريف
تحث «فكر عالميًا، واعمل محليًا» الناس على التفكير في صحة الكوكب بأكمله واتخاذ إجراءات في مجتمعاتهم ومدنهم. قبل أن تبدأ الحكومات في تطبيق القوانين البيئية بوقت طويل، كان الأفراد يجتمعون لحماية الموائل والكائنات الحية التي تعيش داخلها. يشار إلى هذه الجهود على أنها جهود شعبية. تحدث على المستوى المحلي ويتم تشغيلها بشكل أساسي من قبل المتطوعين والمساعدين.
بدأ «فكر عالميًا، واعمل محليًا» في الأصل على المستوى الشعبي، ومع ذلك، فقد أصبح الآن مفهومًا عالميًا ذا أهمية كبيرة. ليس المتطوعون فقط هم من يأخذون البيئة بعين الاعتبار. إنها الشركات والمسؤولون الحكوميون ونظام التعليم والمجتمعات المحلية.
يقول وارن هيبس، «من المهم حقًا أن ندرك أن الأسواق مختلفة في جميع أنحاء العالم، ويجب أن تعكس برامج تعويض الشركة التوازن بين فلسفة الشركة العالمية والممارسة والثقافة المحلية».

## الأصل في تخطيط المدن
نُسبت العبارة الأصلية «فكر عالميًا، واعمل محليًا» إلى مخطط المدينة الإسكتلندي والناشط الاجتماعي باتريك جيدس. على الرغم من أن العبارة الدقيقة لا تظهر في كتاب جيديس لعام 1915 "مدن في التطور، الفكرة (كما هي مطبقة على تخطيط المدينة) واضحة بشكل واضح: "الشخصية المحلية«بالتالي ليست مجرد غرابة عرضية في العالم القديم، كما يظن ويقول مقلدوها. يتم تحقيقها فقط في سياق الفهم المناسب ومعالجة البيئة بأكملها وبتعاطف فعال مع الحياة الأساسية والمميزة للمكان المعني». كان باتريك جيديس عالم أحياء وعالم اجتماع وفاعل خير ومخطط مدن اسكتلندي. كما كان مسؤولاً عن إدخال مفهوم «المنطقة» في العمارة والتخطيط. لقد قدم مساهمات كبيرة في مراعاة البيئة. يؤمن جيديس بالعمل مع البيئة، مقابل العمل ضدها.
يعد تخطيط المدن أمرًا مهمًا لفهم فكرة «فكر عالميًا، واعمل محليًا». تؤثر الإدارة والتنمية الحضرية بشكل كبير على البيئة المحيطة. تعتبر الطرق التي يتم بها بدء هذا أمرًا حيويًا لصحة البيئة. يجب أن تكون الشركات على دراية بالمجتمعات العالمية عند توسيع شركاتها إلى مواقع جديدة. لا تحتاج الشركات فقط إلى إدراك الاختلافات العالمية، ولكن أيضًا المناطق الحضرية والريفية التي تخطط لتوسيع ديناميكيات مجتمعها أو تغييرها. كما ذُكر، فإن «معالجة المشاكل البيئية الحضرية المعقدة، من أجل تحسين الحياة الحضرية من خلال الاستراتيجيات البيئية الحضرية، ينطوي على تقييم المشاكل البيئية الحضرية الحالية، وتحليلها المقارن وتحديد أولوياتها، وتحديد الأهداف والغايات، وتحديد مختلف تدابير لتحقيق هذه الأهداف».

## أصول العبارة
أول استخدام لهذه العبارة في سياق بيئي متنازع عليه. يقول البعض إنها صاغها ديفيد بروير، مؤسس أصدقاء الأرض، كشعار لـلمؤسسة عندما تم تأسيسها في عام 1971 على الرغم من أن آخرين ينسبونها إلى رينيه دوبوس في عام 1977. ترأس فرانك فيذر الكندي «المستقبلي» أيضًا مؤتمرًا بعنوان «التفكير عالميًا، والعمل محليًا» في عام 1979 وادعى أبوة التعبير. ومن بين المنشئين المحتملين الآخرين عالم اللاهوت الفرنسي جاك إلول.

## تعليم
تم تطبيق المصطلح بشكل متزايد على المبادرات في التعليم الدولي وتم تطويره من قبل ستيوارت جراور في منشوره بجامعة سان دييغو عام 1989، فكر عالميًا، واعمل محليًا: دراسة دلفي للقيادة التربوية من خلال تطوير الموارد الدولية في المجتمع المحلي. في هذا المنشور نُسب إلى هارلان كليفلاند. يقال أن هذا المصطلح استخدمه عالم الاجتماع الألماني الأمريكي يوجين روزنستوك هويسي[بحاجة لمصدر] في الخمسينيات أو قبل ذلك، قبل تشكيل منظمة الأمم المتحدة.
لا تعترف الشركات فقط بأهمية القضايا البيئية، ولكن أيضًا نظام التعليم. بدأ المسؤولون الحكوميون ومجالس المدارس في جميع أنحاء العالم في تطوير طريقة جديدة للتدريس. يُنظر إلى العولمة الآن على أنها مفهوم مهم لفهم العالم. تعتقد بعض المدارس أنه من المهم مناقشة القضايا العالمية حتى سن 5 سنوات. الطلاب هم مستقبلنا، وبالتالي فإن فهم مفهوم «فكر عالميًا، واعمل محليًا» هو أمر أساسي لمستقبلنا.

## أعمال
يستخدم المصطلح أيضًا في إستراتيجية الأعمال، حيث يتم تشجيع الشركات متعددة الجنسيات على بناء جذور محلية. يتم التعبير عن هذا أحيانًا من خلال دمج كلمتي «عالمي» و «محلي» في كلمة واحدة «جلوكال»، وهو مصطلح تستخدمه العديد من الشركات (صاغه أكيو موريتا، مؤسس شركة سوني) في استراتيجياتها الإعلانية والعلامات التجارية في الثمانينيات والتسعينيات.
في الوقت الحالي، تجد المزيد والمزيد من الشركات أنه من المهم للغاية تحليل الضرر البيئي لشركاتهم. الضغط الذي يتلقونه من المسؤولين الحكوميين والمجتمعات المحلية فيما يتعلق بالقضايا البيئية أمر حيوي لصورة شركتهم. العولمة هي مفهوم ناشئ في جميع أنحاء عالم الأعمال. تم تطويره لأول مرة من قبل اليابانيين، ومع ذلك، فقد ظهر الآن في جميع أنحاء المجتمع الغربي. تشير العولمة إلى ممارسة ممارسة الأعمال التجارية وفقًا للاعتبارات المحلية والعالمية.

## الرياضيات
العبارة عبارة عن مزحة بين علماء الرياضيات، حيث يتم استخدامها غالبًا في المواقف التي يمكن فيها الاستدلال على الهيكل العام للكائن (على سبيل المثال، معادلة ديفونتية أو زمرة (رياضيات)) من البنية المحلية. (راجع مبدأ هاس للحصول على وصف تفصيلي لأحد الأمثلة).